# Meu Canto (turnê)
Meu Canto foi a sexta turnê realizada pela cantora e compositora brasileira Sandy, lançada em suporte ao seu segundo álbum ao vivo, Meu Canto (2016), sendo o mesmo show deste registro. As primeiras datas da turnê foram oficialmente anunciadas em março de 2016; o primeiro show ocorreu no dia 5 de maio de 2016 na cidade de São Paulo, onde a turnê se encerrou no dia 17 de dezembro de 2017.  A setlist é composta por faixas dos álbuns Manuscrito e Sim (em novas roupagens), canções inéditas gravadas para o registro ao vivo Meu Canto, alguns covers e duas canções que ela gravou com seu irmão na dupla Sandy & Junior. Segundo a própria cantora, o conceito do show é "resultado de um processo de busca interior, ele me reflete como artista e como pessoa."

## Antecedentes
Após dar à luz seu primeiro filho em junho de 2014, Sandy deu uma pausa em sua carreira artística. Em fevereiro de 2015, ela anunciou que estava trabalhando em seu próximo álbum de estúdio. No mês seguinte, Sandy foi anunciada como uma das juradas da segunda temporada do reality show musical Superstar, da Rede Globo. Como consequência, ela acabou cancelando a produção de seu álbum, alegando que o programa fez ela sentir vontade de voltar aos palcos e que não queria esperar até ele ser finalizado para retornar a fazer shows. Entre outubro e dezembro de 2015, a cantora realizou uma mini turnê intitulada Teaser, que, segundo a própria, foi um "aperitivo" do show que viria a realizar no ano seguinte. O show da turnê Meu Canto teve origem em novembro de 2015, quando Sandy gravou seu segundo álbum ao vivo e DVD no Teatro Municipal de Niterói.

## Desenvolvimento

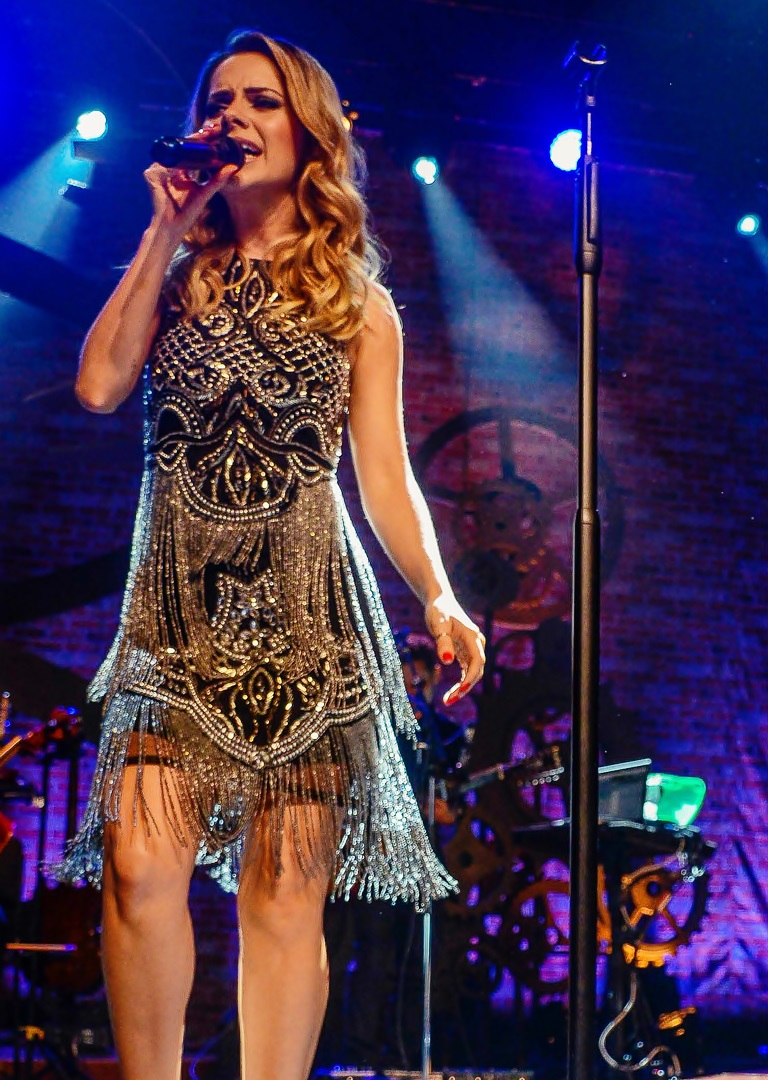
Sandy em show da turnê (dezembro de 2016).

O show da turnê é o mesmo do DVD homônimo, com a mesma produção e cenário; com exceção do figurino, que a cantora variou entre alguns shows. Sandy participou de todo o processo de criação do concerto, da pré à pós-produção, "sempre cuidando de tudo muito de perto", disse ela. Sandy afirmou que o cenário "reflete todo o conceito do show", que, segundo ela, é "bastante intimista". Para compô-lo, engrenagens, porta, escada, janelas, tapetes, mobílias delicadas e uma "iluminação intimista". O projeto conta com direção musical de Lucas Lima, direção artística de Sandy e Raoni Carneiro, a cenografia por Zé Carratu e o light designer de Carlinhos Nogueira. O palco conta com uma produção visual mais elaborada do que as turnês que a antecederam (Manuscrito e Sim), com elementos que remetem a uma casa de máquinas com engrenagens e quadros em movimento. É um cenário projetado por Zé Carratu que, segundo Sandy,  "traduz" sua música em impressão visual. Houve a preocupação dela em levar o concerto completo com a estrutura e produção para todos os locais por onde passou, "porque acho que eles [fãs] merecem assistir do jeito que ele é".
"O cenário é muito bonito [...] Tem engrenagens, uma escada, uma porta, fechadura e chave. Como se eu estivesse abrindo meu mundo interior, meu canto. Este show, assim como todos os meus projetos desde o começo da minha carreira solo, foi o resultado de um processo de busca interior, ele me reflete como artista e como pessoa. E todas as minhas escolhas para a concepção dele tiveram motivação artística."

–Sandy sobre o show Meu Canto.

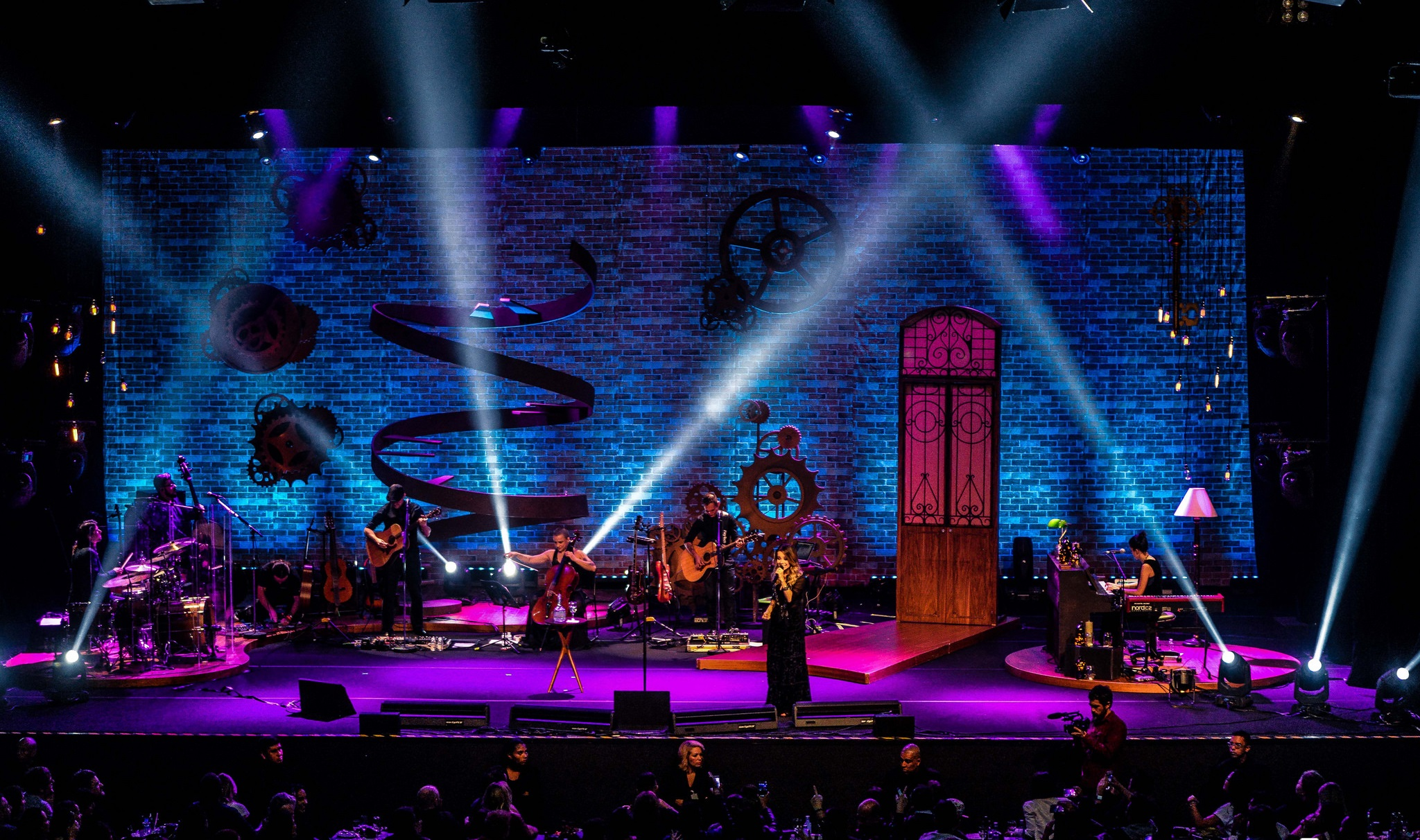
Sandy e sua banda durante apresentação da turnê em São Paulo, maio de 2016.

Sandy inicia o show com o prelúdio "Meu Canto" atrás de uma porta antiga com janela, onde vê-se somente sua silhueta. Em seguida, ela abre a porta e interpreta a canção "Sim". A faixa "Meu Canto", utilizada na introdução do show, possui citação de Carl Jung na última estrofe: "Pois quem olha pra fora sonha, e quem olha pra dentro desperta". A setlist é formada principalmente por canções de seus álbuns Manuscrito e Sim, além de cinco faixas inéditas gravadas exclusivamente para o CD e DVD Meu Canto. Como de costume em suas turnês solo, Sandy também incluiu no roteiro duas canções da época da dupla Sandy & Junior, formada por ela e seu irmão entre 1990 e 2007; "Fico feliz e superemocionada de relembrar essa história que construiu quem eu sou hoje como artista e como pessoa", disse ela. Há ainda uma versão acústica de "All Star" (de Nando Reis) e uma homenagem ao avô da cantora, Zé do Rancho, falecido em 2015, com a canção "Cantiga por Luciana": "Era uma vez uma menina que gostava muito de cantar. Um dia ouviu de um músico que tinha uma bela voz para cantar a sua musica preferida. Ela cantou algumas vezes ao seu avô. E após anos sem cantá-lá, aqui estou eu. Eu sou essa menina e ele era meu avô”, explica Sandy. Na introdução de "Pés Cansados", Sandy toca uma auto-harpa, e na de "Sem Jeito", ela bate palmas e sapateia, numa dança "meio cigana, meio sapateado".
Em alguns shows, houve participação especial de outros artistas, como Tiago Iorc, Paula Fernandes, Thaeme Mariôto, Luan Santana, a banda OutroEu e o pai de Sandy, o cantor Xororó.

## Banda
- Delino Costa (bateria)
- Edu Tedeschi e Maurício Caruso (guitarras e violões)
- Eloá Gonçalves (teclados)
- Tiago Pallone (baixo)
- Patrícia Ribeiro (violoncelo)[12]
- Mario Lima (bateria; apenas na segunda parte da turnê, em 2017)

## Recepção

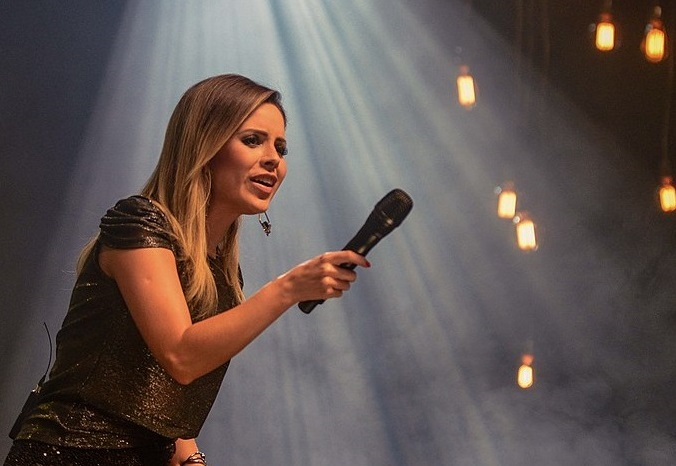
Sandy se apresentando com a turnê em São Paulo (dezembro de 2017).

Para Robson Gomes, do Jornal do Commercio, o show mostra um "amadurecimento musical" de Sandy, que "hipnotizava a plateia que, além de
cantar junto, muitas vezes, apenas contemplava a performance da cantora." Júlio Boll, da Gazeta do Povo, elogiou a performance de Sandy e a produção do show. Boll disse que Sandy se mostrou "mais firme e muito mais presente em palco" do que em suas turnês anteriores e que "a iluminação conseguiu trazer um ar mais intimista e tornou a apresentação bem formada visualmente." Escrevendo para o Correio Feminino, Lou Cardoso disse que Sandy "domin[ou] o palco com delicadeza e segurança, [e] deixou o público encantado com a sua perfeição. No auge dos seus 34 anos, mãe, esposa e uma excelente profissional na música, Sandy se tornou um exemplo de como o tempo só lhe fez bem e isto se reflete na sua respeitável carreira. [...] Atenciosa, ela também conversou com a plateia que não se cansava de se declarar para ela."
O crítico musical Mauro Ferreira, escrevendo para o Notas Musicais, avaliou o show com três estrelas e meia de um máximo de cinco (3.5/5), dizendo que o espetáculo "roça ponto de coesão e maturação" na carreira de Sandy. Ele acrescentou ainda que "Se a artista paulista tivesse encerrado a apresentação com o luminoso revival de "Cantiga por Luciana", número afetivo feito por Sandy em memória do avô Zé do Rancho, o show Meu Canto teria atingido esse ponto de coesão." O crítico disse que o show "perde seu encanto no final", classificando os números de "Sem Jeito", "Nada é Por Acaso" e "Desperdiçou" como "destoantes" do resto do show. As performances de "Ela/Ele", "Pés Cansados" e "Me Espera" foram consideradas um ponto alto. Mauro terminou dizendo que "Meu Canto se impõe como o melhor show solo de Sandy."
Rodrigo Lorenzi, do site A Escotilha, fez uma crítica mista, classificando o espetáculo como uma "bela produção" e acrescentando que "Sandy leva a plateia nas mãos, mas enfraquece o impacto da apresentação ao se prender muito ao roteiro do show" - referindo-se ao roteiro do show do DVD Meu Canto. Ele continua, afirmando que "Sandy mostra uma maior e perceptível segurança no palco" e que "Tudo no show é pensado artística e conceitualmente para que as músicas casem com o tema da turnê." Ele termina dizendo que "Sandy trilha um caminho correto e promissor. Com álbuns muito bem produzidos, shows elegantes, parcerias musicais certas, escolhas inteligentes e respeito de diversos artistas (...) O que falta a ela é se conectar mais com seu público e menos com a burocracia de como se comportar em um palco para acertar todas as notas."

## Repertório
A setlist da turnê é originalmente composta por 20 canções. Ela sofreu alterações na fase final da primeira parte da turnê, em dezembro de 2016, como a introdução de "Mesmo Sem Estar" (parceria de Sandy com Luan Santana) no lugar de "Olhos Meus" (faixa do álbum Sim, cantada com Gilberto Gil no DVD). Na fase final da turnê, em dezembro de 2017, Sandy incluiu "Nosso Nós" e "Ai de Mim" (parceria com a banda OutroEu) na setlist.
1. "Meu Canto"
2. "Sim"
3. "Aquela dos 30"
4. "Ela/Ele"
5. "Perdida E Salva"
6. "Segredo"
7. "Me Espera"
8. "Respirar"
9. "Escolho Você"
10. "Salto"
11. "All Star"
12. "Olhos Meus"
13. "Pés Cansados"
14. "Colidiu"
15. "Morada"
16. "Cantiga Por Luciana"
17. "Sem Jeito"
18. "Nada É por Acaso"
19. "Desperdiçou"

Bis
1. "Ponto Final"

## Datas
| Brasil                 |                       |                                        |
| 5 de maio de 2016      | São Paulo             | Tom Brasil                             |
| 6 de maio de 2016      | São Paulo             | Tom Brasil                             |
| 20 de maio de 2016     | Rio de Janeiro        | Vivo Rio                               |
| 21 de maio de 2016     | Rio de Janeiro        | Vivo Rio                               |
| 2 de junho de 2016     | Brasília              | Centro de Convenções Ulysses Guimarães |
| 10 de junho de 2016    | São Bernardo do Campo | Teatro Cenforpe                        |
| 16 de junho de 2016    | Curitiba              | Teatro Guaíra                          |
| 23 de junho de 2016    | Goiânia               | Teatro Rio Vermelho                    |
| 16 de setembro de 2016 | Paulínia              | Teatro Municipal de Paulínia           |
| 17 de setembro de 2016 | Paulínia              | Teatro Municipal de Paulínia           |
| 24 de setembro de 2016 | Vila Velha            | Shopping Vila Velha (Área de Eventos)  |
| 8 de outubro de 2016   | Belo Horizonte        | Minascentro                            |
| 15 de outubro de 2016  | Porto Alegre          | Auditório Araújo Vianna                |
| 5 de novembro de 2016  | Florianópolis         | Teatro - Centro de Eventos da UFSC     |
| 19 de novembro de 2016 | Sorocaba              | Clube União Recreativo Sorocaba        |
| 10 de dezembro de 2016 | São Paulo             | Tom Brasil                             |
| 11 de dezembro de 2016 | São Paulo             | Tom Brasil                             |
| 17 de março de 2017    | Recife                | Teatro Guararapes                      |
| 18 de março de 2017    | João Pessoa           | Teatro Pedra do Reino                  |
| 19 de março de 2017    | Natal                 | Teatro Riachuelo                       |
| 1 de abril de 2017     | Paulínia              | Teatro Municipal de Paulínia           |
| 2 de abril de 2017     | Paulínia              | Teatro Municipal de Paulínia           |
| 7 de abril de 2017     | Rio de Janeiro        | Vivo Rio                               |
| 15 de abril de 2017    | Belo Horizonte        | Minascentro                            |
| 30 de abril de 2017    | Curitiba              | Teatro Guaíra                          |
| 7 de maio de 2017      | Salvador              | Teatro Castro Alves                    |
| 18 de maio de 2017     | Londrina              | Teatro Marista                         |
| 19 de maio de 2017     | Ribeirão Preto        | Teatro Pedro II                        |
| 2 de junho de 2017     | São Paulo             | Tom Brasil                             |
| 3 de junho de 2017     | São Paulo             | Tom Brasil                             |
| 11 de junho de 2017    | Maringá               | Teatro Marista                         |
| 9 de julho de 2017     | Juiz de Fora          | Cine-Theatro Central                   |
| 15 de julho de 2017    | Porto Alegre          | Teatro do Bourbon Country              |
| 16 de julho de 2017    | Florianópolis         | Centro de Cultura e Eventos da UFSC    |
| 5 de agosto de 2017    | Santos                | Mendes Convention Center               |
| 26 de agosto de 2017   | São José do Rio Preto | Villa Conte                            |
| 27 de agosto de 2017   | São Carlos            | Banana Hall                            |
| 15 de setembro de 2017 | Poços de Caldas       | CENACON                                |
| 16 de setembro de 2017 | São José dos Campos   | Palácio Sunset                         |
| 29 de setembro de 2017 | Jaguariúna            | Red Eventos                            |
| 14 de outubro de 2017  | Vila Velha            | Área de Eventos do Shopping Vila Velha |
| 21 de outubro de 2017  | Resende               | Teatro Aman                            |
| 3 de novembro de 2017  | Aracaju               | Teatro Tobias Barreto                  |
| 4 de novembro de 2017  | Maceió                | Teatro Gustavo Leite                   |
| 18 de novembro de 2017 | Divinópolis           | Espaço Cultural Da'Vinci               |
| 2 de dezembro de 2017  | Rio de Janeiro        | Vivo Rio                               |
| 3 de dezembro de 2017  | Rio de Janeiro        | Vivo Rio                               |
| 16 de dezembro de 2017 | São Paulo             | Citibank Hall                          |
| 17 de dezembro de 2017 | São Paulo             | Citibank Hall                          |
| Turnê encerrada        |                       |                                        |